# Columbia (Illinois)
Columbia és una població dels Estats Units a l'estat d'Illinois. Segons el cens del 2007 tenia 9.818 habitants.

## Demografia
Segons el cens del 2000, Columbia tenia 7.922 habitants, 3.112 habitatges, i 2.218 famílies. La densitat de població era de 325 habitants/km².
Dels 3.112 habitatges en un 35,9% hi vivien nens de menys de 18 anys, en un 61,3% hi vivien parelles casades, en un 7,2% dones solteres, i en un 28,7% no eren unitats familiars. En el 25,4% dels habitatges hi vivien persones soles el 10,9% de les quals corresponia a persones de 65 anys o més que vivien soles. El nombre mitjà de persones vivint en cada habitatge era de 2,5 i el nombre mitjà de persones que vivien en cada família era de 3,01.
Per edats la població es repartia de la següent manera: un 25,9% tenia menys de 18 anys, un 6,2% entre 18 i 24, un 32% entre 25 i 44, un 20,6% de 45 a 60 i un 15,2% 65 anys o més.
L'edat mediana era de 38 anys. Per cada 100 dones de 18 o més anys hi havia 88,6 homes.
La renda mediana per habitatge era de 58.003 $ i la renda mediana per família de 69.059 $. Els homes tenien una renda mediana de 46.197 $ mentre que les dones 31.042 $. La renda per capita de la població era de 26.767 $. Aproximadament el 2% de les famílies i el 2,5% de la població estaven per davall del llindar de pobresa.

## Poblacions més properes
El següent diagrama mostra les poblacions més properes.